# Raphismia
Genre
Raphismia est un genre de la famille des Libellulidae appartenant au sous-ordre des anisoptères dans l'ordre des odonates. Il comprend deux espèces.

## Espèces du genre
- Raphismia bispina (Hagen, 1867)
- Raphismia inermis Ris, 1910